# Kungsberget
För skidanläggningen, se Kungsbergets skidanläggning.
Kungsberget är ett naturreservat i Sandvikens kommun kommun som omfattar ett berg i Gästrikland, känt för skidanläggningen med samma namn.
Kungsberget ligger i Sandvikens kommun, mellan byarna Kungsfors och Kungsberg, cirka 25 kilometer nordväst om Sandviken. Höjden är 309 meter över havet. Namnet Kungsberget nämns första gången i mitten av 1700-talet och syftar sannolikt på att det förefaller vara det högsta berget i trakten. Moderna mätningar i slutet av 1800-talet fastslog emellertid att både Björnbackberget och Lustigknopp är högre.
Klimatet på Kungsberget skiljer sig mellan nord- och sydsidorna; nordsidan, där skidanläggningen ligger, har vinterklimat och snö flera veckor längre än omgivningen, medan sydsidan härbärgerar många växter som annars bara återfinns nedanför den så kallade Norrlandsgränsen, bland annat hassel. 
I romanen Pukevind och honung (1981) skildrar Göran Norström i mytens form och med stor humor människorna i byarna runt Kungsberget och låter dessa uppleva makalösa ting i sin vardag.

### Fotnoter
1. 1 2 3 4 5  Skyddade områden, naturreservat, 18 december 2015, läs onlineläs online, läst: 20 januari 2017.[källa från Wikidata]
2. ↑  Skyddade områden, naturreservat, 25 februari 2020, läs onlineläs online, läst: 25 februari 2020.[källa från Wikidata]
3. ↑   Andersson, Tord; "Sällsamheter i Gästrikland", Rabén & Sjögren, Kristianstad, 1989, ISBN 91-29-57692-X, sid 141